# Challenger de Tallahassee 2017

El torneo Tallahassee Tennis Challenger 2017 fue un torneo profesional de tenis. Pertenece al ATP Challenger Series 2017. Se disputó su 18.ª edición sobre superficie de tierra batida en Tallahassee, Estados Unidos, entre el 24 y el 29 de abril de 2017.

## Jugadores participantes del cuadro de individuales
| Favorito | País                            | Jugador         | Rank1 | Posición en el torneo    |
| -------- | ------------------------------- | --------------- | ----- | ------------------------ |
| 1        | Bandera de Estados Unidos       | Frances Tiafoe  | 87    | Baja                     |
| 2        | Bandera de Bosnia y Herzegovina | Darian King     | 110   | Primera ronda            |
| 3        | Bandera de Suiza                | Henri Laaksonen | 114   | Segunda ronda            |
| 4        | Bandera de Argentina            | Guido Andreozzi | 126   | Cuartos de final, retiro |
| 5        | Bandera de Canadá               | Peter Polansky  | 128   | Primera ronda            |
| 6        | Bandera de Argentina            | Leonardo Mayer  | 132   | Segunda ronda            |
| 7        | Bandera de Estados Unidos       | Stefan Kozlov   | 137   | Cuartos de final         |
| 8        | Bandera de Argentina            | Máximo González | 153   | Primera ronda            |

- 1 Se ha tomado en cuenta el ranking del 17 de abril de 2017.

### Otros participantes
Los siguientes jugadores recibieron una invitación (wild card), por lo tanto ingresan directamente al cuadro principal (WC):
- Marcos Giron
- Christian Harrison
- Bradley Klahn

Los siguientes jugadores ingresan al cuadro principal tras disputar el cuadro clasificatorio (Q):
- Andrea Arnaboldi
- Dominik Köpfer
- Blaž Rola
- Jose Statham

## Campeones

### Individual Masculino
- Blaž Rola derrotó en la final a  Ramkumar Ramanathan, 6–2, 6–7(6), 7–5

### Dobles Masculino
- Scott Lipsky /  Leander Paes derrotaron en la final a  Máximo González /  Leonardo Mayer, 4–6, 7–6(5), [10–7]